# 神臂城镇
焦滩乡，是中华人民共和国四川省泸州市合江县下辖的一个乡镇级行政单位。

## 行政区划
焦滩乡下辖以下地区：
和平社区、上大村、小岩村、老泸村、沙土村、鲢鱼村、高陵村和经盘村。